# Scindapsus longistipitatus
Scindapsus longistipitatus är en kallaväxtart som beskrevs av Elmer Drew Merrill. Scindapsus longistipitatus ingår i släktet Scindapsus och familjen kallaväxter. Inga underarter finns listade.